# Локтионов, Станислав Никитович
Станислав Никитович Локтионов — советский гидроэнергетик, лауреат Государственной премии СССР (1982).
Родился 26.09.1926 в Москве.
С 11 ноября 1943 г. призван в РККА, участник войны (5 иап 249 иад), инженер-лейтенант, награждён орденами Красной Звезды (14.06.1945), Отечественной войны II степени, медалями «За боевые заслуги» (24.08.1945), «За отвагу» (28.08.1944), «За победу над Японией».
После демобилизации окончил вуз и работал в гидроэнергетике.
В 1970—1975 гг. директор Усть-Хантайской ГЭС. С 1975 г. главный инженер, а затем директор Зейской ГЭС, участник её строительства и запуска.
Лауреат Государственной премии СССР (1982, в составе коллектива) — за разработку проекта, технологии производства, изготовление, монтаж и пуск в эксплуатацию мощных диагональных гидротурбин Зейской ГЭС имени 60-летия Ленинского комсомола.
На 2011 г. жил в Старом Осколе.